# Engoulevent piramidig
Chordeiles gundlachii
Espèce
Statut de conservation UICN

 LC  : Préoccupation mineure
L’Engoulevent piramidig ou Engoulevent de Gundlach (Chordeiles gundlachii) est une espèce d'oiseaux qui se trouve dans les Antilles et dans le sud des États-Unis. Son nom scientifique commémore l'ornithologue Juan Gundlach (1810-1896).

## Sous-espèces
D'après Alan P. Peterson, cette espèce est constituée des deux sous-espèces suivantes :
- Chordeiles gundlachii gundlachii Lawrence, 1857 ;
- Chordeiles gundlachii vicinus Riley, 1903.